# Bill Potts
William Orie „Bill“ Potts (* 3. April 1928 in Arlington, Virginia; † 15. Februar 2005 in Fort Lauderdale, Florida) war ein US-amerikanischer Jazzpianist, Komponist, Arrangeur und Musikpädagoge.

## Leben und Wirken
Bill Potts spielte als Kind Hawaiigitarre und als Jugendlicher Akkordeon. Unter dem Eindruck der Musik Count Basies wechselte er auf der Highschool zum Piano. Während seines Militärdienstes in der US Army von 1949 bis 1955 transkribierte er Stücke für Armybands; außerdem arrangierte er für Joe Timer und das Ensemble von Willis Conover, THE Orchestra. Er schrieb vier Titel für deren Brunswick-LP von 1954 und wirkte bei Aufnahmen der Liveshows mit, bei denen auch Gastmusiker wie Charlie Parker und Dizzy Gillespie mitwirkten.
Um 1956 Potts leitete er die Hausband im Olivia Davis' Patio Lounge in Washington, D.C.; Lester Young hatte dort ein Engagement, und Potts überredete Young mit ihm an zwei Abenden aufzunehmen. Diese Mitschnitte erschienen als die Lester Young in Washington, D.C. Sessions.
1957 arbeitete Potts vorwiegend als Komponist, Arrangeur und Musiker  in Freddy Merkles Jazz Under the Dome album. Kurz danach erlitt er bei einem Verkehrsunfall schwere Verletzungen, die ihm zwangen, mehrere Monate auszusetzen. Erst 1959 war er wieder voll genesen, als er eine Session unter eigenem Namen unter dem Titel The Jazz Soul of Porgy and Bess einspielte. Das Album bestand aus Jazz-Interpretationen der Gershwin-Oper Porgy and Bess; Mitwirkende waren Art Farmer, Bill Evans, Bob Brookmeyer und Phil Woods.
In den folgenden Jahren arbeitete Potts in New York City, bevor er in den Raum Washington zurückkehrte, wo er vorwiegend auf lokaler Ebene spielte, außerdem mit Ella Fitzgerald, Stan Getz und Woody Herman tourte. Von 1974 bis 1990 unterrichtete er Musiktheorie am Montgomery College und leitete eine Big Band für gelegentliche Auftritte im Washingtoner Nachtclub Blues Alley. 1995 zog er sich nach Fort Lauderdale zurück, wo er im Februar 2005 an einem Herzinfarkt starb.

## Diskographie
- The Jazz Soul of Porgy and Bess (Blue Note Records, 1959)
- Bye Bye Birdie (Colpix, 1963)
- 555 Feet High (Jazz Mark, 1987), u. a. mit Paul Wingo
- 555 Feet High (Jazz Crusade, 1988)